# Eudokija Palaiologina
Eudokija Paleolog (Ευδοκία Παλαιολογίνα) je bila bizantska princeza i trapezuntska carica. Njen otac bio je car Mihael VIII. Paleolog. Mihael je oženio Teodoru Duku Vatac, koja je rodila Eudokiju.
Eudokija je bila pripadnica dinastije Paleolog, a bila je povezana s obiteljima Duka, Vatac i Anđeo. Njena sestra je bila Irena Palaiologina, carica Bugarske. Eudokijin brat je bio car Andronik II. Paleolog. Čini se da je Eudokija rođena 1265. godine. Godine 1282. se udala; a njen muž je bio Ivan II. Trapezuntski. Čini se da su supružnici bili vjerni jedno drugom, jer za razliku od Eudokijinog oca, Ivan nije imao vanbračnu djecu. 
Sinovi Eudokije i Ivana:
- Aleksije II. Trapezuntski
- Mihael Megas Komnen

Eudokija je rodila Aleksija iste godine kad se udala, a Mihaela 1285. Nakon Ivanove smrti, Eudokija je otišla k bratu caru, koji ju je htio udati za srpskog kralja Stefana Uroša II. Eudokija je to odbila. Stefan je onda oženio Andronikovu kćer Simonidu.
Eudokija je postala redovnica Eufemija.